# 毕尼霍尔城堡
毕尼霍尔城堡（Château de Pignerolle）是法国曼恩-卢瓦尔省的一个庄园，位于昂热附近曼恩-卢瓦尔省的圣巴泰勒米当茹。
庄园占地80公顷，建于1776年。目前开设欧洲通信博物馆（Musée européen de la communication）。

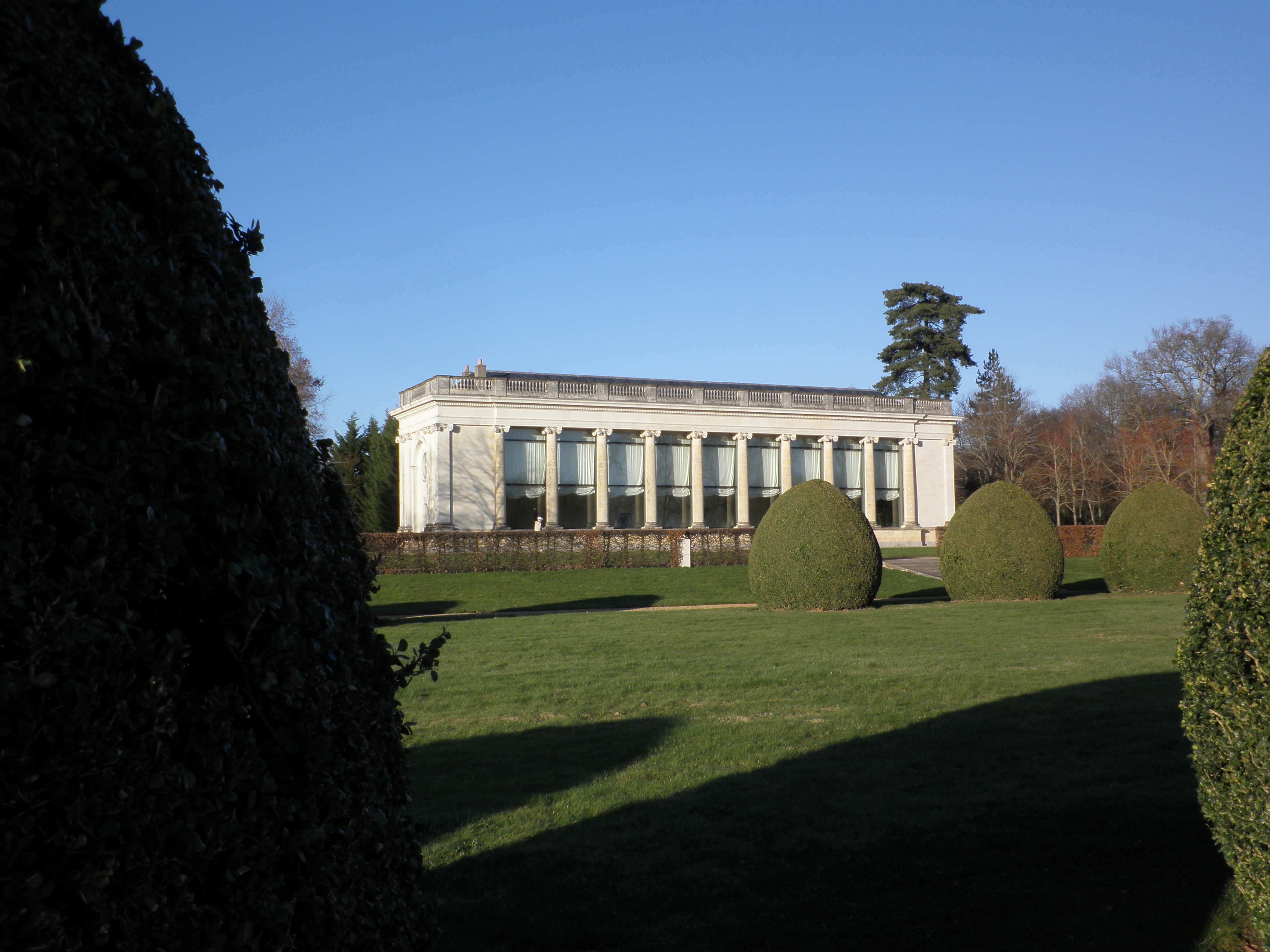

1964年列为法国历史遗迹。